# Automobiles Royal-Tolosa
Automobiles Royal-Tolosa war ein französischer Hersteller von Automobilen.

## Unternehmensgeschichte
Das Unternehmen aus Toulouse begann 1925 mit der Produktion von Automobilen. Der Markenname lautete Royal-Tolosa. Im gleichen Jahr endete die Produktion.

## Fahrzeuge
Das einzige Modell war der 6/18 CV. Für den Antrieb sorgte ein Vierzylindermotor. Die Karosseriebauform Limousine bot Platz für fünf Personen. Die Höchstgeschwindigkeit war mit 72 km/h angegeben und der Benzinverbrauch mit 7 Litern auf 100 km.